# 姫路市立安室東小学校
姫路市立安室東小学校（ひめじしりつ やすむろひがししょうがっこう）は、兵庫県姫路市田寺東二丁目に所在する公立小学校。

## 沿革
- 1978年（昭和53年）4月1日 - 開校。

## 通学区域
- 御立東一丁目、御立東二丁目、御立東三丁目、御立東四丁目、御立東五丁目、御立東六丁目、御立中七丁目の一部、御立北一丁目の一部、御立北三丁目、御立北四丁目、辻井一丁目、辻井二丁目、辻井三丁目(安室小学校校区を除く。)、辻井四丁目、辻井五丁目、辻井六丁目、辻井七丁目、辻井八丁目、辻井九丁目、田寺一丁目の一部、田寺東一丁目、田寺東二丁目、田寺東三丁目、田寺東四丁目、田寺山手町[1]

※卒業後は基本的に姫路市立安室中学校に進学する。

## 通学区域が隣接している学校
- 姫路市立安室小学校
- 姫路市立高岡小学校
- 姫路市立城西小学校
- 姫路市立城乾小学校
- 姫路市立広峰小学校
- 姫路市立置塩小学校